# Peter Maru
Peter Maru (* 3. April 2003) ist ein ugandischer Leichtathlet, der sich auf den Langstreckenlauf spezialisiert hat. 

## Sportliche Laufbahn
Erste Erfahrungen bei internationalen Meisterschaften sammelte Peter Maru im Jahr 2021, als er bei den U20-Weltmeisterschaften in Nairobi in 3:41,45 min den fünften Platz im 1500-Meter-Lauf belegte. Im Jahr darauf startete er im 5000-Meter-Lauf bei den Weltmeisterschaften in Eugene und schied dort mit 13:47,65 min in der Vorrunde aus. Anschließend gelangte er bei den U20-Weltmeisterschaften in Cali mit 14:13,71 min auf Rang neun. 2023 begann er ein Studium an der University of Arkansas in den Vereinigten Staaten. Im Jahr darauf wurde er wegen eines Dopingverstoßes für drei Jahre bis März 2027 gesperrt und all seine Resultate ab März 2023 wurden annulliert.

## Persönliche Bestzeiten
- 1500 Meter: 3:40,10 min, 19. Juni 2021 in Nairobi
- 5000 Meter: 13:07,42 min, 16. Juni 2022 in Oslo